# Momčilo Perišić

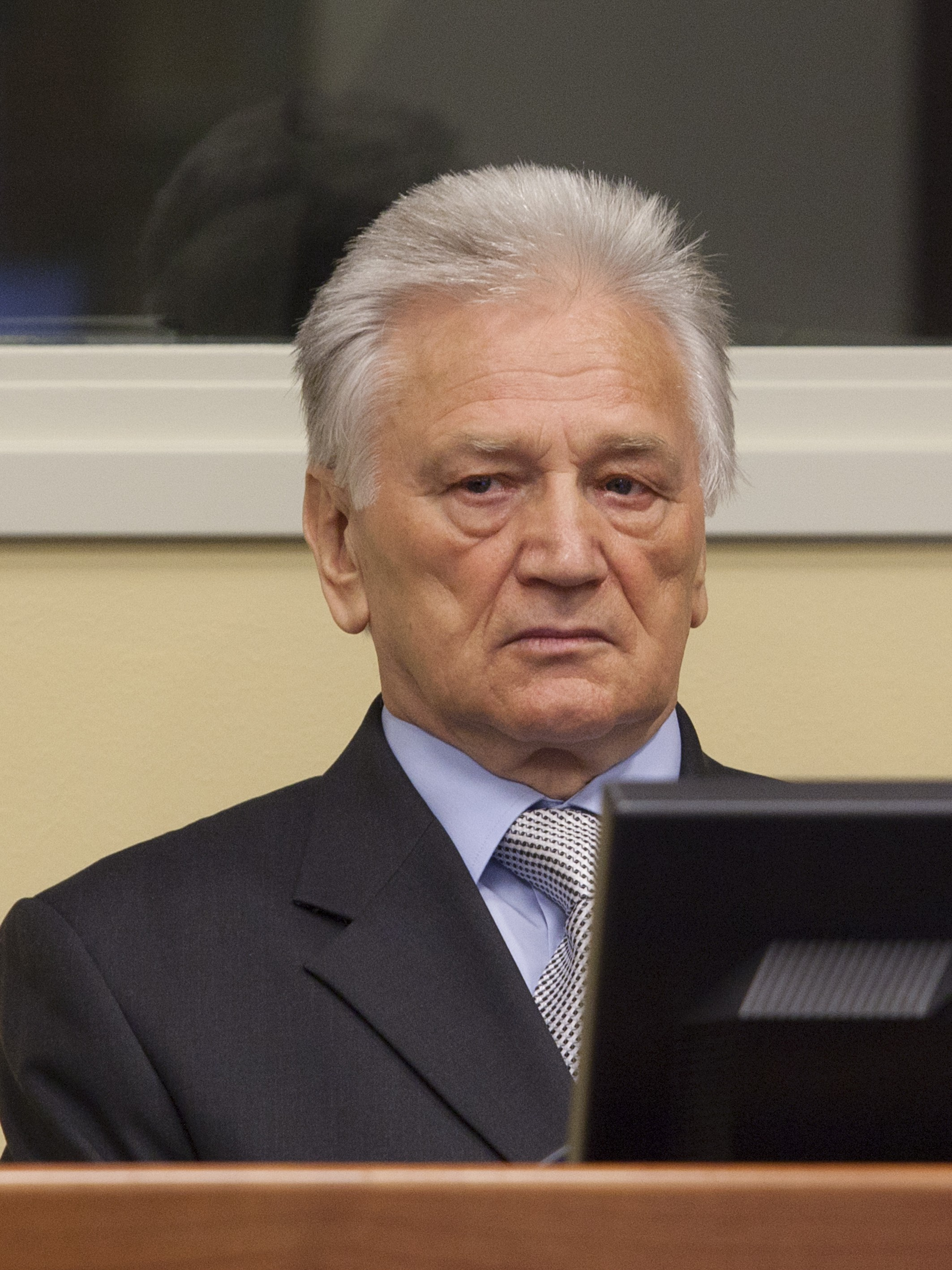
Momčilo Perišić vor dem Internationalen Strafgerichtshof, 2011

Momčilo Perišić (* 22. Mai 1944 in Koštunići, zu Gornji Milanovac, Serbien) ist ein serbischer Militärangehöriger, zuletzt im Rang eines Generalobersts. Er war von 1993 bis 1998 Generalstabschef der Armee Jugoslawiens.
Bis zum 19. März 2002 war er Vizeministerpräsident unter Zoran Đinđić. Nachdem er wegen Spionagevorwürfe verhaftet, jedoch nach wenigen Tagen wieder freigelassen wurde, reichte er seinen Rücktritt ein.
Vom Internationalen Strafgerichtshof für das ehemalige Jugoslawien war Perišić im Jahr 2005 wegen Kriegsverbrechen und Verbrechen gegen die Menschlichkeit in Bosnien und Kroatien angeklagt worden. Anders als andere Angeklagte stellte sich Perišić umgehend dem Haager Tribunal. Er wurde im ersten Prozess am 6. September 2011 vom Haager Tribunal wegen seiner führenden Rolle bei der Belagerung von Sarajevo, dem Raketenbeschuss auf Zagreb und politischer Beteiligung am Massaker von Srebrenica zu 27 Jahren Haft verurteilt. Das Gericht unter dem Vorsitz Bakone Moloto sah die Vorwürfe der Kriegsverbrechen und Verbrechen gegen die Menschlichkeit als erwiesen an.
Er wurde im Berufungsverfahren am 28. Februar 2013 von allen Anklagepunkten freigesprochen, das Urteil ist rechtskräftig. Zwar hatte Perišić Kenntnis von Kriegsverbrechen, die Unterstützung der Jugoslawischen Armee für die Armee der Republika Srpska (VRS) war jedoch allgemeiner Natur und diente nicht der Unterstützung von Kriegsverbrechen. Im ersten Verfahren war konstruiert worden, dass er der VRS Befehle erteilen konnte, sodass die nichtgenutzte Disziplinierung eine stillschweigende Mittäterschaft darstellt.